# جوش غاردنر
جوش غاردنر (بالإنجليزية: Josh Gardner)‏ (و. 1982  م) هو لاعب كرة قدم، من الولايات المتحدة، ولد في فريبورت، مركز لعبه هو مُدَافِع.

## روابط خارجية
- جوش غاردنر على موقع الدوري الأمريكي (الإنجليزية)
- جوش غاردنر على موقع قاعدة بيانات كرة القدم.إي يو (الإنجليزية)